# Committee for Skeptical Inquiry
Het Committee for Skeptical Inquiry (CSI) is een Amerikaanse, internationaal opererende non-profitorganisatie die als doel heeft "het bevorderen van kritisch onderzoek naar paranormale en randwetenschappelijke verschijnselen vanuit een verantwoord, wetenschappelijk standpunt, en het geven van feitelijke informatie omtrent de uitkomsten van zulk onderzoek aan de wetenschappelijke gemeenschap en het grote publiek". Dit betekent dat CSI zich bezighoudt met onderwerpen als astrologie, ufologie en cryptozoölogie, maar ook met onwetenschappelijke standpunten omtrent bijvoorbeeld aids, klimaatverandering en de evolutietheorie.
De organisatie werd in 1976 opgericht als Committee for the Scientific Investigation of Claims of the Paranormal (CSICOP) om tegenwicht te bieden aan de vaak kritiekloze aanvaarding van paranormale beweringen door zowel de media als het grote publiek. De meest prominente leden waren of zijn onder anderen Carl Sagan, Isaac Asimov, Philip Klass, James Randi, Martin Gardner, Stephen Jay Gould, Daniel Dennett, Richard Dawkins, nobelprijswinnaar Steven Weinberg en oud-voorzitter Paul Kurtz. Wetenschapsfilosoof Karl Popper was tot zijn dood in 1994 prominent lid van CSICOP.
Het werkgebied van de organisatie is in de loop der jaren uitgebreid. Naast paranormale verschijnselen richt men zich ook op pseudowetenschap, en wetenschap in het politieke en maatschappelijke debat. Om die reden is de naam in 2006 veranderd naar de huidige naam, Committee for Skeptical Inquiry, waarin de nadruk minder wordt gelegd op uitsluitend het paranormale, en meer op wetenschappelijk scepticisme in het algemeen.
Het officiële orgaan van CSI is het tijdschrift Skeptical Inquirer dat tweemaandelijks verschijnt en een oplage van 50.000 exemplaren heeft.
CSI wordt regelmatig bekritiseerd, met name door personen en groepen die onderwerp van onderzoek door CSI zijn. In het algemeen komt de kritiek erop neer dat CSI een soort "pseudoscepticisme" zou aanhangen, waarbij men pretendeert sceptisch en open te zijn, maar in werkelijkheid vooraf al een bepaalde mening heeft gevormd, en op basis hiervan opereert. Volgens sommigen verhindert deze houding van CSI juist serieus onderzoek naar vermeende paranormale verschijnselen. Een bekend geval is de "lepeltjesbuiger" Uri Geller, die grote kritiek had op de werkwijze van CSICOP, en meermalen rechtszaken tegen CSICOP en James Randi heeft gevoerd wegens het aantasten van zijn goede naam. Deze rechtszaken zijn met een schikking beëindigd.
ARP-SAPC · Association for Skeptical Enquiry (ASKE) · Association française pour l'information scientifique (AFIS) · Center for Inquiry (CFI) · Círculo Escéptico · Comcept · Comité Para · Committee for Skeptical Inquiry (CSI/CSICOP) · Het Denkgelag · Deutsche Gesellschaft zur Bekämpfung des Kurpfuschertums (DGBK) · Edinburgh Skeptics · European Council of Skeptical Organisations (ECSO) · Föreningen Vetenskap och Folkbildning (VoF) · Gesellschaft zur wissenschaftlichen Untersuchung von Parawissenschaften (GWUP) · Glasgow Skeptics · Good Thinking Society · Irish Skeptics Society · James Randi Educational Foundation (JREF) · Klub Sceptyków Polskich (KSP) · Merseyside Skeptics Society (MSS) · Obscestvo skeptikov · Observatoire Zététique (OZ) · Richard Dawkins Foundation for Reason and Science (RDF/RDFRS) · SKEPP · Skepsis ry · Society for Psychical Research (SPR) · The Skeptics Society · Stichting Skepsis · Vereniging tegen de Kwakzalverij (VtdK)